# Dubbelspel (2000)
Dubbelspel (engelska: Reindeer Games) är en amerikansk långfilm från 2000 i regi av John Frankenheimer, med Ben Affleck, James Frain, Dana Stubblefield och Mark Acheson i rollerna.

## Handling
Det är veckan före jul och bara två dagar innan Rudy (Ben Affleck) och Nick ska bli frisläppta ur fängelset. Nick ser fram emot att tillbringa sitt liv med sin brevvän Ashley (Charlize Theron) och för Rudy väntar paj med familjen. När Nick plötsligt blir knivhuggen till döds, använder Rudy Nicks namn och träffar Ashley istället. När Rudy inser att Ashley faktiskt har lurat Nick och gjort honom medskyldig till ett kasinorån, börjar ett förrädiskt spel med Rudy, Ashley och hennes bror (Gary Sinise).

## Rollista (i urval)
- Ben Affleck - Rudy Duncan
- Gary Sinise - Gabriel Mercer
- Charlize Theron - Ashley Mercer
- Dennis Farina - Jack Bangs
- James Frain - Nick Cassidy
- Donal Logue - Pug
- Danny Trejo - Jumpy
- Isaac Hayes - Zook